# H to He, Who Am the Only One
H to He, Who Am the Only One ist das dritte Studioalbum der Progressive-Rock-Band Van der Graaf Generator. Es erschien im Dezember 1970 bei Charisma Records. Es erreichte seinerzeit keine Platzierung in den Musikcharts, doch es enthält den für die Band wichtigen und von Kritikern wie Fans geschätzten Song Killer. „H to He“ im Titel des Albums steht für die grundlegende exotherme Reaktion der Kernfusion in Sonnen und Sternen, bei der Atomarer Wasserstoff zu Helium fusionieren.

## Hintergrund
Obwohl das Album The Least We Can Do Is Wave to Each Other vom Februar 1970 nur ein kommerziell mäßiger Erfolg war, wurde von Kritikern positiv aufgenommen. Das nächste Projekt der Gruppe waren Aufnahmen zu einem Soundtrack für den Film Eyewitness von 1970, der jedoch abgelehnt wurden, weil er zu düster erschien. Im Laufe des Jahres 1970 gelang es der Band, eine Live-Fangemeinde aufzubauen, zu der auch Filmregisseur Anthony Minghella gehörte, doch das kehrte sich nach einem Auftritt im Juni in der Royal Festival Hall um, der von Chris Welch vom Melody Maker negativ bewertet wurde. Zu dieser Zeit beschloss die Band, neues Material für ein Folgealbum zu schreiben.
Als erster Song wurde Killer aufgenommen. Er ging aus Proben hervor, bei denen versucht wurde, Fragmente von Songs zusammenzufügen, um einen kommerziell erfolgreicheren Titel zu schaffen. Das Stück ist eine Kombination aus einer grundlegenden Songstruktur Peter Hammills von 1968 mit dem alten Song A Cloud as Big as a Man's Hand des Gründungsmitglieds Judge Smith und einem Rock-Riff, den Organist Hugh Banton komponierte und von dem er später sagte, dass es von Brontosaurus von The Move beeinflusst war.

## Aufnahmen
Wie bei früheren Alben arbeiteten Van der Graaf Generator mit Produzent John Anthony in den Trident Studios zusammen, die eine gute Arbeitsbeziehung entwickelt hatten. Die Aufnahmen für H to He fanden jedoch nur sporadisch zwischen den Festival- und Liveauftritten im Jahr 1970 statt.
Hammill wollte, dass Robert Fripp, Gitarrist und Bandleader von King Crimson, auf The Emperor In His War Room Akustik- und Leadgitarre spielte. Dieser hatte bis dato noch nie als Studiomusiker gearbeitet, ließ sich aber von Anthony gerne überreden, da er das Album The Least We Can Do … schätze. David Jackson erinnerte sich, dass Fripp „sein ganzes Zeug aufbaute, seine Kopfhörer aufsetzte und loslegte“. Fripp spielte den Gitarrenpart zweimal, da er das Stück noch nie zuvor gehört hatte, und eine Mischung aus beiden Aufnahmen erschien auf der endgültigen Veröffentlichung. Fripp arbeitete auch auf dem Folgealbum Pawn Hearts von 1971 sowie auf Hammills Soloalbum Fool’s Mate mit.
Im Sommer 1970 ruhten die Aufnahmen und die Band spielte im Juli auf Festivals in München und Aachen mit Deep Purple, Pink Floyd, Black Sabbath und Fairport Convention. Im August folgte eine Show im Rahmen der In Concert-Serie von BBC Radio 1, in der auch Killer aufgeführt wurde, und am 9. August ein auftritt beim 10. National Jazz and Blues Festival in Plumpton auf. Unmittelbar nach der Show verließ Bassist Nic Potter die Band, noch bevor das Album fertiggestellt war, auf dem er aber bereits seine Parts bei Killer, The Emperor in His War Room und Lost" eingespielt hatte. Mit dem verbliebenen Quartett aus Hammill, Banton, Jackson und Evans war die „klassische“ Besetzung  von Van der Graaf Generator geboren.
Die Gruppe ließ Dave Anderson, den Roadie von Brinsley Schwarz vorspielen, der Van der Graaf Generator privat kannte, doch es gelang nicht einen mit den vorigen Aufnahmen zusammenhängenden Sound zu erzielen. Banton, als klassischer und kirchlicher Organist, schlug indessen vor, alle Bassparts auf Basspedals zu spielen und kaufte eine Hammondorgel als Ergänzung zu seiner vorhandenen Farfisa-Orgel. Anderson wurde schließlich als Roadie engagiert. Um den Sound weiter auszubauen, begann Jackson mit elektrisch verstärkten Saxophonen zu arbeiten, an die er Effektgeräte wie Wah-Wahs angeschloss.
Banton spielte während den weiteren Studiosessions und Liveauftritten sowohl Basspetals als auch Orgel, da er mit beiden Instrumenten gut vertraut war. Der Song Pioneers Over c wurde abschnittsweise aufgenommen und anschließend zusammengeschnitten, was eine Liveaufführung des Stückes erschwerte. Banton benutzte einen Oszillator als musikalisches Hilfsmittel, um das lyrische Thema dieses Stücks zu ergänzen. House with No Door wurde im Gegensatz dazu größtenteils live eingespielt. Trotz der düsteren Themen des Albums empfand die Band die Sessions als angenehm und hatte Spaß esoterische Klänge zu kreierten.

## Musikstil
Während The Least We Can Do Is Wave to Each Other mit Refugees und Out of my Book noch zwei leichtere und relativ unbeschwerte Stücke aufwies, fehlen solche Momente hier vollständig. Selbst das ruhige House With No Door ist von einem Gefühl der Hoffnungslosigkeit durchzogen und endet mit der Zeile: „Won't somebody help me…?“ (deutsch etwa: „Kann mir denn niemand helfen?“).
Killer bezieht sich auf einen Hai im Ozean, der vereinsamt, weil er alle um sich herum tötet und sich deswegen alle anderen vor ihm fürchten. "Killer" entwickelte sich schnell zu einem Live-Favoriten der Fans und zum Erkennungszeichen der Band.
The Emperor in His War Room handelt von einem Tyrannen, der wahllos Menschen foltert, und letztendlich von denen verfolgt wird, die er gequält hatte. Der Titel enthält zwei verschiedene Abschnitte, einen düsteren Anfang und Schluss, kombiniert mit einem bassgetriebenen Rockteil in der Mitte. Lost ist, eher untypisch für die Band, ein geradliniger Song über verlorene Liebe, dem die Gruppe mehrere verschiedene instrumentale Abschnitte in die Grundstruktur einfügte.
Pioneers Over c wurde von Hammill und Saxophonist Jackson gemeinsam geschrieben. Die gesamte Band half beim Arrangement, indem sie sich musikalische Themen einfließen ließ, die zu den lyrischen Themen Isolation und Auflösung passen. Der Song hat einen starken Science-Fiction-Bezug und handelt von einer Gruppe von Astronauten, die sich mit Überlichtgeschwindigkeit auf einer relativistischen Reise ohne Wiederkehr befinden, die sie über das physische Universum hinausführt. Der Text als Erlebnisbericht aus der Sicht eines Astronauten angelegt. Das „c“ im Titel des Songs steht für das Formelzeichen der Lichtgeschwindigkeit in physikalischen Berechnungen.
Der Schlusstitel des Albums House with No Door wurde von Hammill am Klavier geschrieben und handelt von jemandem, dem es schwerfällt, Freundschaften zu schließen, und der unfähig ist, positive Kontakte zu anderen Menschen aufzubauen. Der Song ist einer von mehreren, in denen Hammill ein Haus als Metapher verwendet, auf das er auch wiederholt in späteren Solowerken zurückgreift.

## Titelliste
Alle Titel wurden von Peter Hammill geschrieben, außer Killer von Hammill, Chris Judge Smith und Hugh Banton. sowie Pioneers Over c von Hammill und David Jackson.
| Nr. | Titel                        | Autor(en)                               | Länge |
| --- | ---------------------------- | --------------------------------------- | ----- |
| 1.  | Killer                       | Hammill, Chris Judge Smith, Hugh Banton | 8:24  |
| 2.  | House with No Door           |                                         | 6:37  |
| 3.  | The Emperor in His War Room" |                                         | 8:15  |

| Nr. | Titel           | Autor(en)              | Länge |
| --- | --------------- | ---------------------- | ----- |
| 4.  | Lost            |                        | 11:17 |
| 5.  | Pioneers Over c | Hammill, David Jackson | 12:42 |

| Nr. | Titel                       | Bemerkung                                        | Länge |
| --- | --------------------------- | ------------------------------------------------ | ----- |
| 6.  | Squid 1 / Squid 2 / Octopus | Mitschnitt während den Aufnahmen für Pawn Hearts | 15:24 |
| 7.  | The Emperor in His War Room | Erste Version                                    | 8:50  |

Der Titel The Emperor in His War Room ist in die beiden Sätze The Emperor und The Room gegliedert, ebenso der Titel Lost in The Dance in Sand and Sea und The Dance in Frost.

## Veröffentlichung
Das Album H to He, Who Am the Only One erschien im Dezember 1970 bei Charisma Records.
Zur Promotion des Albums ging die Band auf Charismas Six Bob Tour, zusammen mit Genesis und Lindisfarne. Da Van der Graaf Generator bei Charisma am längsten unter Vertrag standen, waren sie die Hauptakteure.
Der 2005 auf CD erschienene Remaster sind zwei Bonustracks zugefügt, eine alternative Version von The Emperor in His War-Room ohne Robert Fripps Gitarrenparts, sowie Squid 1/Squid 2/Octopus, das 1971 live im Studio aufgenommen wurde und auf dem ursprünglich als Doppelalbum geplanten Pawn Hearts erscheinen sollte.
Im Jahr 2021 erschien eine 3-Disc Special Edition Box mit zwei Audio-CDs und einer DVD-Audio. Die erste Audio-CD enthält die Titel der Originalveröffentlichung in einer remasterten Version und die Bonus-Titel Killer und The Emperor in His War-Room in früheren Versionen sowie Killer und Lost von der Session bei BBC Radio 1 vom 12. Oktober 1970, die zweite Audio-CD einen neuen Stereo Mix. Die Audio-DVD enthält alle Titel der Audio-CD im hochaufgelösten Stereoformat und im Mehrkanalformat DTS 5.1 bzw. Dolby AC-3 5.1. Die neuen Abmischungen wurden von Stephen W. Tayler erstellt.

## Artwork
Das Coverart wurde von Paul Whitehead gezeichnet und war von Pioneers Over c inspiriert. Auf der Titelseite ist ein von ihm bereits fertiggestelltes Gemälde mit dem Titel Birthday in einer runden Vignette auf violettem Hintergrund. Es zeigt einer Balkenwaage, auf deren Arm ein paar Beine balancieren, darunter ein Teil der Nordhalbkugel der Erde. Aus der Achse der Waage ist ein Lichtstrahl auf London gerichteten und markiert Whiteheads Geburtsort. Das innere Gatefoldbild heißt Checkmate.
Die erste US-Ausgabe erschien bei der Dunhill Records-Abteilung von ABC Records. Es enthielt ein überarbeitetes Cover mit weißem Hintergrund statt violett, wohingegen die mittelpreisige Neuauflage der Charisma Classics aus den frühen 1980er Jahren ein blaues Cover hatte.
Whitehead gestaltete weitere Cover für die Band und für andere Künstler von Charisma Records, wie Genesis,  er war in den frühen 1970er Jahren einer der Stammgrafiker des Labels.

## Rezeption
H to He, Who Am the Only One verkaufte sich nicht so gut wie sein Vorgänger The Least We Can Do Is Wave to Each Other und schaffte auch keine Platzierung in den britischen Albumcharts. Charisma hoffte, dass die Gruppe eine weitere Single wie Refugees produzieren würde, um sie Anfang des Jahres veröffentlichen zu können. Pläne, Killer als Single zu veröffentlichen wurden von der Band abgelehnt, die befürchtete damit vom Markt in die Schublade Hardrock gesteckt zu werden, zudem sah die Band einen Interessenkonflikt bei Tony Stratton-Smith, der sowohl Bandmanager als auch Eigentümer von Charisma Records war.

### Rezensionen
Die zeitgenössischen Kritiken waren überwiegend positiv bis gemischt. Melody Maker lobte „die Brillanz der Songs“, Sounds gefiel Jacksons Saxophonspiel, und der Record Mirror war der Meinung, dass die Band „eine der Gruppen sein würde, die 1971 am ehesten Erfolg haben würden“. Disc and Music Echo war weniger wohlwollend und beklagte, dass der Sound der Gruppe „unverwechselbar, aber irgendwie hauptsächlich langweilig“ sei.
Rückblickende Kritiken fielen dagegen deutlich positiver aus. Im Jahr 2000 listete das Q Magazin das Album als eines der besten Progressive-Rock-Alben aller Zeiten auf und schrieb: „Texturell waren sie unverwechselbar. Keine Gitarren, nur dicke, dunkle Schichten von Orgel und Saxophon“. Mike DeGagne von AllMusic bewertete das Album mit 4 von 5 Punkten und merkte an, dass „die grüblerischen Synthesizer- und Oszillatortöne zusammen mit Peter Hammills ausgeprägter und übermäßig bedrohlicher Stimme es zu einer der besten Leistungen dieser britischen Band machen“. Paul Stump kommentierte in seiner 1997 erschienenen History of Progressive Rock: „Die tiefe Klangbühne und die paradoxerweise nahe Mikrofonierung, die schroff röhrenden Klänge von Hugh Bantons Orgel und plötzliche akustische Ausbrüche - wie Jacksons erstaunlicher Wechsel zu einer erstickten, akustischen Stimme bei Pioneers Over C formten einen Alptraum. Seltsame Akkorde und seltsame Ostinati (bei House with No Door) trugen dazu bei - in der Tat war das ganze Projekt inzwischen von Groteske befallen.“ Iron-Maiden-Sänger Bruce Dickinson sowie Graham Coxon von Blur hatten sich positiv über das Album geäußert.
Auf dem deutschsprachigen Progressive-Rock-Portal Babyblaue Seiten erhielt es vier sehr positive Bewertungen. Einmal 12, einmal 14 und zweimal sogar die höchste Wertung von 15/15 Punkten. Die Musik wird als „extrem intensiv und spannungsgeladen“, als „äußerst abwechslungsreich und sehr emotional“ und als „zeitloses Meisterwerk“ beschrieben, die „alle Facetten der Band zeigt“.

### Charts und Chartplatzierungen
Dem Album erreichte seinerzeit (1970) keine Platzierung in den Britischen Albumcharts, jedoch gelang es der Neuveröffentlichung von Virgin, die am 21. April 2022 eine Woche lang in den Top 100 geführt wurde und Platz 83 der Schottischen und Platz 24 der Rock & Metal Album Charts erreichte.

## Besetzung

### Band
- Peter Hammill: Gesang, Akustikgitarre, Piano (auf House with No Door)
- David Jackson: Altsaxophon, Tenorsaxophon, Baritonsaxophon, Flöte, Gesang
- Hugh Banton: Hammondorgel, Farfisa Elektronische Orgel, Piano, Oszillator, Gesang, Bassgitarre (auf House with No Door und Pioneers Over c.)
- Nic Potter: Bassgitarre (auf Killer, The Emperor in His War Room, Lost, und The Emperor in His War Room (First version))
- Guy Evans: Schlagzeug, Pauke, Perkussion

### Gastmusiker
- Robert Fripp: Gitarre (auf The Emperor in His War Room)

### Produktion
- John Anthony: Produzent
- Robin Cable: Toningenieur
- David Hentschel: Tontechnik
- Paul Whitehead: Grafikdesign